# Teemu Selänne
Teemu Selänne (n. 3 iulie 1970, Åbo, Finlanda) este un jucător de hochei pe gheață ce a reprezentat Finlanda, medaliat olimpic. A participat la 6 ediții ale Jocurilor Olimpice (1992, 1998, 2002, 2006, 2010, 2014) în care a câștigat o medalie de argint și 3 medalii de bronz.